# Czarne bractwo. BlacKkKlansman
Czarne bractwo. BlacKkKlansman (ang. BlacKkKlansman) – amerykański komediodramat kryminalny z 2018 roku w reżyserii Spike’a Lee. Film nagrodzony został Oscarem za najlepszy scenariusz adaptowany oraz Grand Prix na 71. MFF w Cannes.

## Opis fabuły
Ambitny detektyw Ron Stallworth inwigiluje Ku-Klux-Klan z pomocą kolegi po fachu, Philipa Zimmermana.

## Obsada

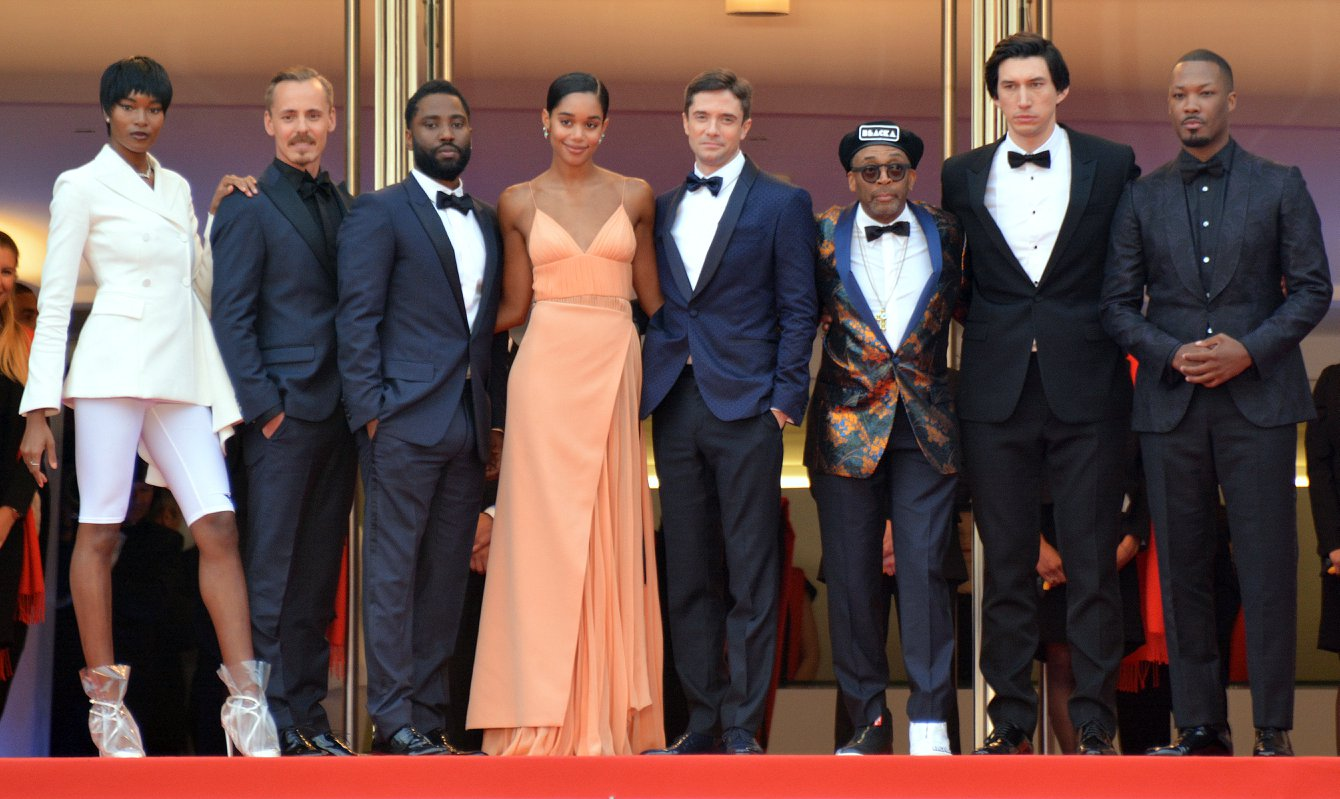
Damaris Lewis, Jasper Pääkkönen, John David Washington, Laura Harrier, Topher Grace, Spike Lee, Adam Driver, Corey Hawkins. (2019)

| Aktor                 | Rola                    |
| --------------------- | ----------------------- |
| John David Washington | det. Ron Stallworth     |
| Adam Driver           | det. Philip Zimmerman   |
| Laura Harrier         | Patrice Dumas           |
| Topher Grace          | David Duke              |
| Corey Hawkins         | Kwame Ture              |
| Jasper Pääkkönen      | Felix Kendrickson       |
| Paul Walter Hauser    | Ivanhoe                 |
| Alec Baldwin          | dr Kennebrew Beauregard |
| Ryan Eggold           | Walter Breachway        |

## Odbiór

### Box office
Budżet filmu wyniósł 15 milionów dolarów. W Stanach Zjednoczonych i Kanadzie film zarobił ponad 49 mln USD. W innych krajach przychody wyniosły ponad 44 mln, a łączny przychód z biletów ponad 93 miliony dolarów.

### Krytyka w mediach
Film spotkał się z dobrą reakcją krytyków. W serwisie Rotten Tomatoes 96% z 432 recenzji jest pozytywne, a średnia ocen wyniosła 8,33/10. Na portalu Metacritic średnia ocen z 56 recenzji wyniosła 83 punkty na 100.

### Nagrody i nominacje
Film był nominowany do Złotego Globu w czterech kategoriach – najlepszy film dramatyczny, najlepszy reżyser, najlepszy aktor w filmie dramatycznym (John David Washington) oraz najlepszy aktor drugoplanowy (Adam Driver).
Zdobył też sześć nominacji do Oscarów w kategoriach: najlepszy film, najlepszy reżyser, najlepszy aktor drugoplanowy (Adam Driver), najlepsze zdjęcia, najlepsza muzyka (Terence Blanchard), najlepszy montaż (Barry Alexander Brown) oraz najlepszy scenariusz adaptowany – przy czym zwyciężył w ostatniej kategorii.